# John Milius
John Frederick Milius (Saint Louis, 11 aprile 1944) è un regista, sceneggiatore e produttore cinematografico statunitense.

## Biografia
Ha lasciato il segno nella storia del cinema grazie ad una manciata di film a fine anni settanta inizio ottanta, Il vento e il leone, Un mercoledì da leoni e Conan il barbaro, ma anche grazie alla collaborazione alla sceneggiatura con importanti autori della New Hollywood, come Steven Spielberg (1941 - Allarme a Hollywood) e Francis Ford Coppola (Apocalypse Now). Fra gli altri suoi lavori più importanti, Corvo rosso non avrai il mio scalpo! di Sydney Pollack e L'uomo dai 7 capestri di John Huston. È stato anche co-sceneggiatore del videogioco Homefront.
Milius è anche stato strumentale nella creazione e nel lancio dell'UFC (Ultimate Fighting Championship): sua l'idea di usare un ottagono. Da direttore artistico è riuscito a raccogliere finanziamenti e contatti per organizzare il primo evento.
A lui si sono ispirati i fratelli Coen per uno dei tratti caratteristici del personaggio di Walter Sobchak ne Il grande Lebowski, cioè la passione per le armi.
Nel 2002 è stato celebrato con una grande retrospettiva dal Torino Film Festival.

## Filmografia

### Regista e sceneggiatore

#### Lungometraggi
- Dillinger (1973)
- Il vento e il leone (The Wind and the Lion) (1975)
- Un mercoledì da leoni (Big Wednesday) (1978)
- Conan il barbaro (Conan the Barbarian) (1982)
- Alba rossa (Red Dawn) (1984)
- Addio al re (Farewell to the King) (1989)
- L'ultimo attacco (Flight of the Intruder) (1991)

#### Cortometraggi
- Marcello I'm so Bored (1966)
- The Reversal of Richard Sun (1966)

#### Televisione
- Ai confini della realtà (The Twilight Zone) (1985) - episodio Il giorno di caccia
- Motorcycle gang (1994) - film TV
- Rough Riders (1997) - miniserie TV

### Solo sceneggiatore
- The Emperor, regia di George Lucas (1967) - cortometraggio
- Uccidete il padrino (The Devil's 8), regia di Burt Topper (1969)
- Ispettore Callaghan: il caso Scorpio è tuo! (Dirty Harry), regia di Don Siegel (1971) (non accreditato)
- Evel Knievel, regia di Marvin J. Chomsky (1971)
- L'uomo dai 7 capestri (The Life and Times of Judge Roy Bean), regia di John Huston (1972)
- Corvo rosso non avrai il mio scalpo! (Jeremiah Johnson), regia di Sydney Pollack (1972)
- Una 44 Magnum per l'ispettore Callaghan (Magnum Force), regia di Ted Post (1973)
- Melvin Purvis G-Man, regia di Dan Curtis (1974) - film TV
- Lo squalo (Jaws), regia di Steven Spielberg (1975) (non accreditato)
- Apocalypse Now, regia di Francis Ford Coppola (1979)
- 1941 - Allarme a Hollywood (1941), regia di Steven Spielberg (1979) (soggetto e produttore esecutivo)
- Una magnum per McQuade, regia di Steve Carver (1983) (accreditato nei titoli di coda come "spiritual advisor")
- Ricercati: ufficialmente morti (Extreme Prejudice), regia di Walter Hill (1987) (soggetto)
- Caccia a Ottobre Rosso, regia di John McTiernan (1990) (non accreditato)
- Geronimo, regia di Walter Hill (1993)
- Sotto il segno del pericolo (Clear and Present Danger), regia di Phillip Noyce (1994)
- Texas Rangers, regia di Steve Miner (2001) (non accreditato)
- Roma (2005) - serie TV (co-creatore e co-produttore esecutivo)

### Produttore
- Hardcore (Hardcore), regia di Paul Schrader (1978)
- La fantastica sfida (Used Cars), regia di Robert Zemeckis (1980)
- Fratelli nella notte (Uncommon Valor), regia di Ted Kotcheff (1983)
- Roma (2005-2007) - serie TV

## Riconoscimenti
- 1980 - Candidatura all'Oscar per la miglior sceneggiatura non originale per il film Apocalypse Now.